# Martinskirche (Meuselwitz)

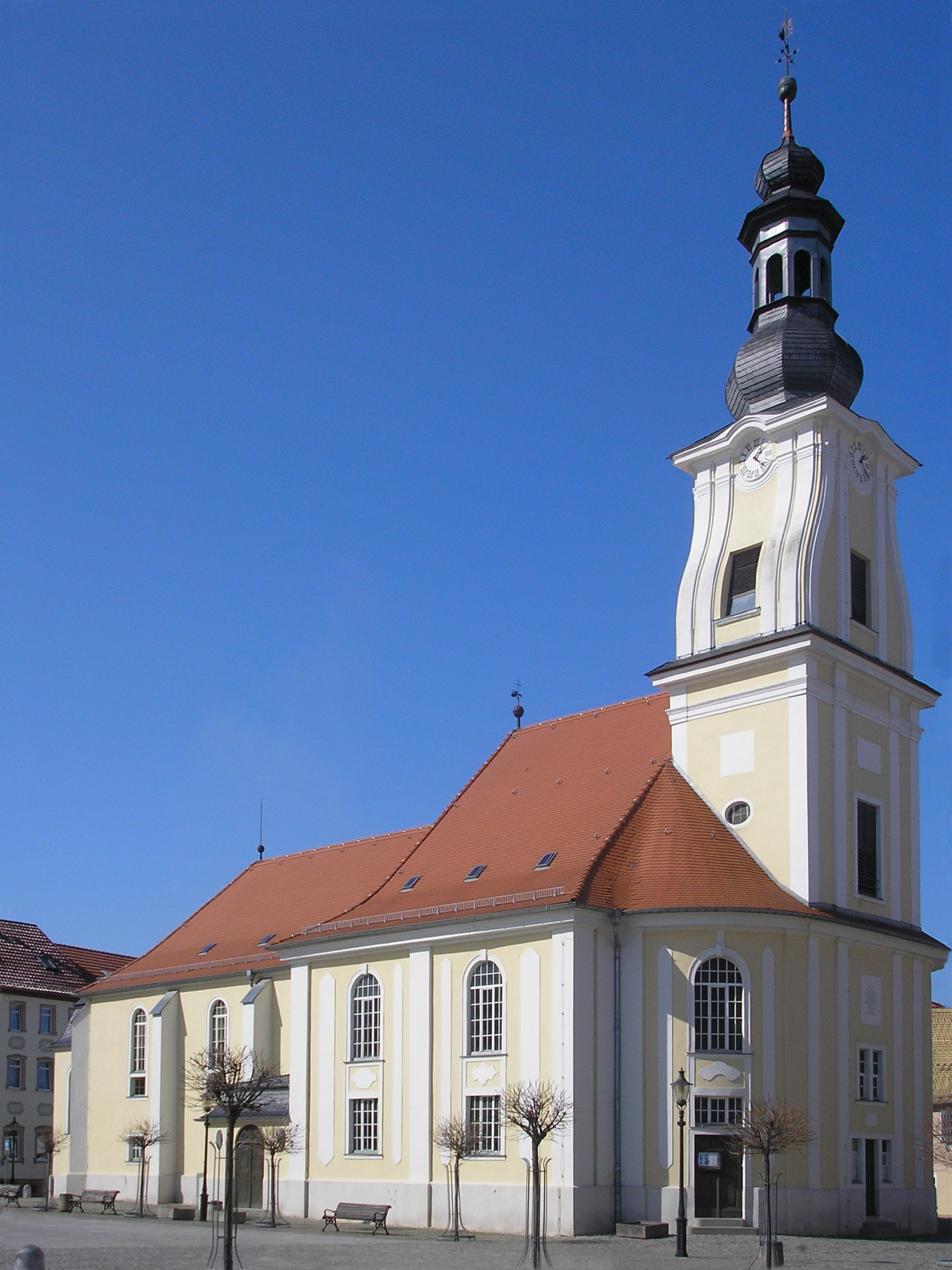
Die Stadtkirche St. Martin

Die evangelisch-lutherische Martinskirche steht im Zentrum der Stadt Meuselwitz im Landkreis Altenburger Land in Thüringen. 

## Geschichte
Schon die im 14. Jahrhundert erstmals urkundlich erwähnte hölzerne Vorgängerkirche war dem heiligen Martin von Tours geweiht. An gleicher Stelle ließ 1687 der Gutsbesitzer und Patronatsherr Veit Ludwig von Seckendorff, der später in der Kirche bestattet wurde, die barocke Martinskirche bauen. Aus der Anfangszeit ist noch ein im Jahr 1700 gestiftetes hölzernes Kruzifix in der Kirche erhalten. 
Im Laufe der Jahrhunderte wurde die Kirche mehrfach umgebaut, zuerst 1740 durch den ungarischen Baumeister Häkher, wobei der Turm die charakteristische Gestalt erhielt. Die Orgel bauten 1797 die Gebrüder Trampeli aus Adorf ein. Ein kompletter Umbau fand von 1907 bis 1911 statt, weitere Renovierungen 1934, 1985–1987 und 1998/99. Das neue Altarbild, geschaffen durch den Wismarer Künstler Hans Wilfried Scheibner, stellt die Mantelteilung des Heiligen Martin dar.